# Zbyněk z Buchova
Zbyněk z Buchova (nebo též Zbyněk Buchovec z Buchova) byl husitský hejtman, jeden z prvních čtyř hejtmanů města Tábora.
Pocházel ze zemanského rodu, jemuž patřila dnes již zaniklá tvrz Buchov u Votic. Již na jaře roku 1420 byl Zbyněk z Buchova zvolen jedním ze čtyř hejtmanů, kteří byli postaveni do čela nově založeného města Tábora. Zatímco hejtmané Jan Žižka a  Mikuláš z Husi většinou stáli v čele táborských vojsk, druzí dva, Buchovec a Chval z Machovic, měli na starosti spíše správu města. V prosinci téhož roku vedl Zbyněk z Buchova táborskou výpravu proti hradu Příběnicím, kde Oldřich z Rožmberka mezi zajatými tábory věznil také kněze Korandu. Ve spolupráci s Korandou, kterému se podařilo osvobodit, husité hrad i se sousedními Příběničkami dobyli. Buchovec pak oba hrady osadil svou posádkou.
Na Čáslavském sněmu byl Zbyněk z Buchova jmenován za táborskou stranu do dvacetičlenné prozatímní vlády. V únoru 1422 zastupoval v rozhodčí radě, která měla urovnat poměry v Praze, stranu Jana Želivského. Spolu se Žižkou a Chvalem z Machovic je uveden v Žižkově listě Pražanům z 11. června 1422, který oznamoval, že všichni zmínění jménem táborské obce a jejích spojenců přijímají litevského knížete Zikmunda Korybuta za správce země. Mezi táborskými hejtmany se Buchovec objevuje naposledy v roce 1425.